# Anisozyga dentata
Anisozyga dentata là một loài bướm đêm trong họ Geometridae.